# Armstrong (Familienname)
Armstrong ist ein schottischer Familienname.

## Namensträger

### A
- Aaron Armstrong (* 1977), Sprinter aus Trinidad und Tobago
- Adam Armstrong (Metallurg) (1762–1818), britisch-russischer Metallurg
- Adam Armstrong (Fußballspieler) (* 1997), englischer Fußballspieler
- Ainsley Armstrong (* 1952), Sprinter aus Trinidad und Tobago
- Alexander Armstrong (Mediziner) (1818–1899), irischer Schiffsarzt
- Alexander Armstrong (Schauspieler) (* 1970), britischer Schauspieler, Komiker und Moderator
- Alia Armstrong (* 2000), US-amerikanische Leichtathletin
- Alun Armstrong (* 1946), britischer Schauspieler
- Angus Armstrong (* 1997), australischer Stabhochspringer
- Anne Armstrong (1927–2008), US-amerikanische Diplomatin und Politikerin (Republikanische Partei)
- Antony Armstrong-Jones, 1. Earl of Snowdon (1930–2017), britischer Fotograf und Designer
- Archibald Armstrong († 1672), englischer Höfling; siehe Clan Armstrong#Persönlichkeiten
- Arthur Hilary Armstrong (1909–1997), britischer Klassischer Philologe und Philosophiehistoriker

### B
- B. J. Armstrong (Benjamin Roy Armstrong; * 1967), US-amerikanischer Basketballspieler
- Bertram Armstrong (1893–1971), südafrikanischer Offizier
- Bess Armstrong (* 1953), US-amerikanische Schauspielerin
- Betsey Armstrong (* 1983), US-amerikanische Wasserballspielerin, siehe Elizabeth Armstrong
- Beulah Armstrong (1895–1965), US-amerikanische Mathematikerin und Hochschullehrerin
- Bill Armstrong (Eishockeyspieler, 1966) (William Harold Armstrong; * 1966), kanadischer Eishockeyspieler
- Bill Armstrong (Eishockeyspieler, 1970) (William C. Armstrong; * 1970), kanadischer Eishockeyspieler, -trainer und -funktionär
- Billie Joe Armstrong (* 1972), US-amerikanischer Musiker
- Brad Armstrong (Wrestler) (1962–2012), US-amerikanischer Wrestler
- Brad Armstrong (Rodney Hopkins * 1965), kanadischer Pornofilmer
- Brian Armstrong (Unternehmer) (* 1983), amerikanischer Unternehmer, Investor, Geschäftsführer
- Bruce Armstrong (* 1965), US-amerikanischer American-Football-Spieler

### C
- Campbell Armstrong (1944–2013), britischer Drehbuchautor, Hochschullehrer und Autor
- Charles Armstrong (Ruderer) (1881–1952), US-amerikanischer Ruderer
- Charles Armstrong (Mediziner) (1886–1967), US-amerikanischer Virologe
- Charlotte Armstrong (1905–1969), US-amerikanische Schriftstellerin
- Chief Armstrong (George Edward Armstrong; 1930–2021), kanadischer Eishockeyspieler
- Chris Armstrong (Fußballspieler, 1971) (* 1971), englischer Fußballspieler
- Chris Armstrong (Eishockeyspieler) (* 1975), kanadischer Eishockeyspieler
- Chris Armstrong (Fußballspieler, 1982) (* 1982), schottischer Fußballspieler
- Chris Armstrong (Fußballspieler, 1984) (* 1984), englischer Fußballspieler
- Clay Armstrong (* 1934), US-amerikanischer Physiologe
- Colby Armstrong (* 1982), kanadischer Eishockeyspieler
- Craig Armstrong (* 1959), schottischer Musiker und Komponist
- Curtis Armstrong (* 1953), US-amerikanischer Schauspieler

### D
- Dan Armstrong (Gitarrist) (1934–2004), US-amerikanischer Gitarrist und Lautenist
- Dan Armstrong (Perkussionist) (* 1953), US-amerikanischer Perkussionist und Musikpädagoge
- Daniel Armstrong (Fußballspieler) (* 1997), schottischer Fußballspieler
- Daniel W. Armstrong (* 1949), US-amerikanischer Chemiker
- Darrell Armstrong (* 1968), US-amerikanischer Basketballspieler
- Dave Armstrong, kanadischer House-Produzent und DJ
- David Armstrong (Fotograf) (1954–2014), US-amerikanischer Fotograf
- David Armstrong (Fußballspieler, 1954) (1954–2022), englischer Fußballspieler
- David Armstrong (Bobfahrer) (* 1964), britischer Bobfahrer
- David Armstrong (Fußballspieler, 1987) (* 1987), nordirischer Fußballspieler
- David Armstrong-Jones, 2. Earl of Snowdon (* 1961), britischer Möbelfabrikant und Auktionator
- David A. Armstrong, Kameramann und Regisseur
- David G. Armstrong (* 1969), US-amerikanischer Podiater
- David H. Armstrong (1812–1893), US-amerikanischer Politiker
- David L. Armstrong (1941–2017), US-amerikanischer Politiker
- David Malet Armstrong (1926–2014), australischer Philosoph
- David Lee Armstrong (1955–2021), US-amerikanischer Boxer
- Debbie Armstrong (* 1963), US-amerikanische Skirennläuferin
- Debra Armstrong (* 1954), US-amerikanische Sprinterin
- Derek Armstrong (* 1973), kanadischer Eishockeyspieler
- Desmond Armstrong (* 1964), US-amerikanischer Fußballspieler
- Dido Armstrong (* 1971), britische Popsängerin, siehe Dido (Sängerin)
- Dorothy Armstrong (1949–2010), US-amerikanische Fechterin und Olympiateilnehmerin
- Doug Armstrong (* 1964), kanadischer Eishockeyfunktionär
- Duncan Armstrong (* 1968), australischer Schwimmer
- Duncan Heaton-Armstrong (1886–1969), britischer Offizier
- Dylan Armstrong (* 1981), kanadischer Kugelstoßer

### E
- Edward Cooke Armstrong (1871–1944), US-amerikanischer Romanist und Mediävist
- Edwin Howard Armstrong (1890–1954), US-amerikanischer Elektroingenieur und Erfinder
- Eileen Armstrong (1894–1981), britische Wasserspringerin
- Elizabeth Armstrong (Betsey Armstrong; * 1983), US-amerikanische Wasserballspielerin
- Elizabeth Adela Armstrong (1859–1912), kanadische Malerin des Spätimpressionismus, siehe Elizabeth Adela Forbes
- Emily Armstrong (* 1986), US-amerikanische Musikerin
- Eric Armstrong (* 1963), kanadischer Animator
- Ernest Armstrong (1915–1996), britischer Politiker
- Eva Armstrong (1877–1962), US-amerikanische Chemiehistorikerin
- Ezra Armstrong (* 1998), US-amerikanischer Fußballspieler

### F
- Frank Crawford Armstrong (1835–1909), Brigadegeneral der Konföderierten im Sezessionskrieg
- Frankie Armstrong (* 1941), britische Folksängerin, Liedermacherin und Autorin
- Franny Armstrong (* 1972), britische Dokumentarfilmerin
- Fraser Armstrong (* 1951), britischer Chemiker

### G
- Garner Ted Armstrong (1930–2003), US-amerikanischer Prediger
- Gary Armstrong (Leichtathlet) (* 1952), britischer Sprinter
- Gary Armstrong (Rugbyspieler) (* 1966), schottischer Rugby-Union-Spieler
- George Armstrong (Fußballspieler) (1944–2000), englischer Fußballspieler und -trainer
- George Armstrong (Schauspieler) (* 1962), englischer Schauspieler
- George Edward Armstrong, bekannt als Chief Armstrong (1930–2021), kanadischer Eishockeyspieler
- George Frederick Armstrong, (1842–1900) englischer Ingenieur und Hochschullehrer
- Gerry Armstrong (* 1954), nordirischer Fußballspieler
- Gillian Armstrong (* 1950), australische Regisseurin

### H
- Hamilton Fish Armstrong (1893–1973), US-amerikanischer Journalist
- Helen Porter Armstrong (1861–1931), australische Opernsängerin schottischer Herkunft, siehe Nellie Melba
- Henry Armstrong (Boxer) (eigentlich Henry Jackson Jr.; 1912–1988), US-amerikanischer Boxer
- Henry Edward Armstrong (1848–1937), britischer Chemiker
- Hilary Armstrong, Baroness Armstrong of Hill Top (* 1945), britische Politikerin (Labour Party)
- Hilton Armstrong (* 1984), US-amerikanischer Basketballspieler
- Howard E. Armstrong (1903–1983), US-amerikanischer Anwalt und Politiker
- Hunter Armstrong (* 2001), US-amerikanischer Schwimmer

### I
- Ian Armstrong (Politiker) (1937–2020), australischer Politiker, Mitglied der Legislativversammlung und Minister von New South Wales
- Ike Armstrong (Isaac John Armstrong; 1895–1983), US-amerikanischer Football-Trainer
- Irina Armstrong (* 1970), russisch-deutsche Dartspielerin
- Isobel Mair Armstrong (* 1937), britische Literaturwissenschaftlerin
- Ivan Armstrong (* 1928), neuseeländischer Hockeyspieler

### J
- Jackie Armstrong (1920–2005), britischer Jazzmusiker
- James Armstrong (Politiker, 1748) (1748–1828), US-amerikanischer Politiker (Pennsylvania)
- James Armstrong (Politiker, 1830) (1830–1893), kanadischer Politiker
- Jeannette C. Armstrong (* 1948), indianische Literatin und Zentrumsgründerin
- Jenny Armstrong (* 1970), neuseeländisch-australische Seglerin
- Jerry Armstrong (1936–2023), US-amerikanischer Boxer
- Jesse Armstrong (* 1970), britischer Drehbuchautor und Fernsehproduzent
- Jim Armstrong (Ringer) (James Michael Armstrong; 1917–1981), australischer Ringer
- Jim Armstrong (Musiker) (* 1944), britischer Musiker
- Jimmy Armstrong (Fußballspieler, 1899) (James Donald Armstrong; 1899–??), englischer Fußballspieler
- Jimmy Armstrong (Fußballspieler, 1901) (James William Armstrong; 1901–1977), englischer Fußballspieler
- Jimmy Armstrong (Fußballspieler, 1904) (James Harris Armstrong; 1904–1971), englischer Fußballspieler
- Jimmy Armstrong (Fußballspieler, 1943) (James R. Armstrong; * 1943), englischer Fußballspieler
- Joe Armstrong (Fußballspieler, 1892) (Joseph Williams Armstrong; 1892–1966), englischer Fußballspieler
- Joe Armstrong (Fußballspieler, 1908) (Joseph Armstrong; 1908–1983), englischer Fußballspieler
- Joe Armstrong (Fußballspieler, 1931) (Joseph Armstrong; 1931–1986), englischer Fußballspieler
- Joe Armstrong (Fußballspieler, 1939) (Joseph Michael Armstrong; * 1939), englischer Fußballspieler
- Joe Armstrong (Informatiker) (Joseph Leslie Armstrong; 1950–2019), britischer Informatiker
- Joe Armstrong (Schauspieler) (* 1978), britischer Schauspieler
- John Armstrong (General) (1674–1742), britischer Militäringenieur
- John Armstrong (Dichter) (1709–1779), schottischer Arzt und Dichter
- John Armstrong senior (1717–1795), US-amerikanischer Bauingenieur, General und Politiker
- John Armstrong (Grenzsiedler) (1755–1816), US-amerikanischer Offizier, Jurist und Politiker
- John Armstrong junior (1758–1843), US-amerikanischer Offizier und Politiker
- John Armstrong (Bischof, 1813) (1813–1856), anglikanischer Bischof von Grahamstown
- John Armstrong (Bischof, 1905) (1905–1992), anglikanischer Bischof von Bermuda
- John Armstrong (Regisseur) (1928–2004), britischer Regisseur
- John Armstrong (Autor) (* 1956), kanadischer Autor
- John Armstrong (Eishockeyspieler) (* 1988), kanadischer Eishockeyspieler
- John Alexander Macdonald Armstrong (1877–1926), kanadischer Politiker
- John Barclay Armstrong (1850–1913), amerikanischer Polizist
- John Eric Armstrong, US-amerikanischer Serienmörder
- John Gordon Armstrong (* 1935), neuseeländischer Politiker
- John Ignatius Armstrong (1908–1977), australischer Politiker
- Johnny Armstrong (* 1977), deutsch-britischer Comedian
- Jonas Armstrong (* 1981), britischer Schauspieler
- Joseph Beattie Armstrong (1850–1926), neuseeländischer Botaniker
- Julie Armstrong (* 1990), kanadische Fußballspielerin

### K
- Karan Armstrong (1941–2021), US-amerikanische Sopranistin
- Karen Armstrong (* 1944), britische Religionswissenschaftlerin

- Keith Armstrong (Autor) (* 1946), britischer Autor und Dichter
- Keith Armstrong (Fußballspieler) (* 1957), englisch-finnischer Fußballspieler und -trainer

- Kelley Armstrong (* 1968), kanadische Fantasy-Autorin
- Kelly Armstrong (* 1976), US-amerikanischer Politiker der Republikaner
- Ken Armstrong (Fußballspieler, 1924) (1924–1984), englisch-neuseeländischer Fußballspieler und -trainer
- Ken Armstrong (Rennfahrer), britischer Motorradrennfahrer
- Ken Armstrong (Fußballspieler, 1959) (* 1959), englischer Fußballspieler
- Ken Armstrong (Journalist),  US-amerikanischer Journalist
- Kerry Armstrong (* 1958), australische Schauspielerin
- Kevin Armstrong (Sportler) (1922–1992), nordirischer Fußballspieler und Hurler
- Kevin Armstrong (Gitarrist) (* 1958), britischer Gitarrist
- Kevin Armstrong (Filmeditor), Filmeditor
- Kevin Armstrong (Schriftsteller) (* 1973), kanadischer Schriftsteller
- Kevin Armstrong (Sänger) (* 1975), kanadischer Opernsänger (Tenor)
- Kevin Armstrong (Eishockeyspieler) (* 1988), kanadischer Eishockeyspieler
- Kit Armstrong (* 1992), US-amerikanischer Pianist und Komponist
- Kristin Armstrong (* 1973), US-amerikanische Radrennfahrerin

### L
- Lance Armstrong (* 1971), US-amerikanischer Radrennfahrer
- Larry Armstrong (1891–1968), kanadischer Sprinter
- Lil Hardin Armstrong (1898–1971), US-amerikanische Jazz-Pianistin, Sängerin und Komponistin
- Louis Armstrong (1901–1971), US-amerikanischer Jazztrompeter, Sänger und Entertainer
- Louis Armstrong (Admiral) (1946–2014), britischer Konteradmiral

### M
- Marcus Armstrong (* 2000), neuseeländischer Automobilrennfahrer
- Margaret Neilson Armstrong (1867–1944), US-amerikanische Künstlerin, Grafikerin, botanische Illustratorin und Autorin
- Marion Armstrong (um 1905–nach 1935), schottische Badmintonspielerin, siehe Marion Gordon
- Marion Armstrong (* um 1925), kanadische Badmintonspielerin
- Mark Armstrong (Astronom) (* 1958), britischer Amateurastronom
- Mark Armstrong (Reiter) (* 1961), britischer Springreiter
- Martin Armstrong (Vermesser) (1732–1808), US-amerikanischer Offizier und Landvermesser
- Martin Armstrong (Schriftsteller) (1882–1974), britischer Schriftsteller und Dichter
- Martin A. Armstrong (* 1949), amerikanischer Finanzanalytiker
- Matt Armstrong (Fußballspieler) (Matthew Armstrong; 1911–1995), schottischer Fußballspieler
- Matt Armstrong (Eishockeyspieler) (* 1982), kanadisch-australischer Eishockeyspieler
- Michael Armstrong (* 1956), US-amerikanischer Journalist und Schriftsteller
- Miles Armstrong (* 1986), australischer Tennisspieler
- Moira Armstrong (* 1930), britische Fernsehregisseurin
- Moses K. Armstrong (1832–1906), US-amerikanischer Politiker
- Murray Armstrong (1916–2010), kanadischer Eishockeyspieler und -trainer

### N
- Neil Armstrong (1930–2012), US-amerikanischer Astronaut und erster Mensch auf dem Mond
- Neil Armstrong (Schiedsrichter) (1932–2020), kanadischer Eishockeyspieler und -schiedsrichter
- Norm Armstrong (1938–1974), kanadischer Eishockeyspieler

### O
- Orland K. Armstrong (1893–1987), US-amerikanischer Politiker
- Otis Armstrong (1950–2021), US-amerikanischer American-Football-Spieler

### P
- Patrick Armstrong, Opfer eines Justizirrtums, siehe Guildford Four

### R
- R. G. Armstrong (Robert Golden Armstrong; 1917–2012), US-amerikanischer Schauspieler
- Ralphe Armstrong (* 1956), US-amerikanischer Jazzmusiker
- Reg Armstrong (1926–1979), britischer Motorradrennfahrer
- Richard Armstrong (Missionar) (1805–1860), US-amerikanischer Missionar
- Richard Armstrong (Schriftsteller) (1903–1986), englischer Schriftsteller
- Richard Armstrong (Dirigent) (* 1943), englischer Dirigent
- Richard Armstrong (Kunsthistoriker) (* 1949), US-amerikanischer Kunsthistoriker
- Richard Lee Armstrong (1937–1991), kanadischer Geologe und Geochemiker
- Riley Armstrong (* 1984), kanadischer Eishockeyspieler
- Robert Armstrong (1890–1973), US-amerikanischer Schauspieler
- Robert Armstrong, Baron Armstrong of Ilminster (1927–2020), britischer Politiker
- Robert Adamowitsch Armstrong (1790–1865), russischer Bergbauingenieur
- Robert John Armstrong (1884–1957), US-amerikanischer Geistlicher
- Robin Armstrong (* 1953), neuseeländischer Skirennläufer
- Roger Armstrong (1917–2007), US-amerikanischer Comiczeichner
- Rollo Armstrong (* 1966), britischer Musikproduzent
- Ryan Kiera Armstrong (* 2010), US-amerikanische Kinderdarstellerin

### S
- Samaire Armstrong (* 1980), US-amerikanische Schauspielerin
- Samuel Armstrong (1784–1850), US-amerikanischer Politiker
- Samuel C. Armstrong (1839–1893), US-amerikanischer General und Pädagoge
- Saundra Brown Armstrong (* 1947), US-amerikanische Juristin
- Scot Armstrong (* 1970), US-amerikanischer Drehbuchautor und Filmproduzent
- Sheila Armstrong (* 1942), britische Sängerin (Sopran)
- Sheila Armstrong (Fechterin) (1949–2010), US-amerikanische Fechterin
- Sheila Armstrong (Tennisspielerin), britische Tennisspielerin
- Shirley Armstrong (* 1930), irische Fechterin
- Simon Armstrong, walisischer Schauspieler
- Stuart Armstrong (* 1992), schottischer Fußballspieler

### T
- Tate Armstrong (* 1955), US-amerikanischer Basketballspieler
- Terence Ian Fytton Armstrong (Pseudonym: John Gawsworth; 1912–1970), britischer Schriftsteller, Lyriker und Herausgeber von Anthologien
- Thomas Armstrong (Dirigent) (1898–1994), britischer Organist, Dirigent, Komponist und Musikpädagoge
- Thomas Armstrong (Maler) (1832–1911), englischer Maler und Direktor des South Kensington Museums
- Thomas Armstrong (Offizier) (um 1633–1684), englischer Offizier, Member of Parliament
- Thomas H. Armstrong (1829–1891), US-amerikanischer Politiker
- Thomas N. Armstrong III (1932–2011), amerikanischer Museumskurator
- Tim Armstrong (Musiker) (* 1965), US-amerikanischer Musiker
- Tim Armstrong (Eishockeyspieler) (* 1967), kanadischer Eishockeyspieler
- Todd Armstrong (1937–1992), US-amerikanischer Schauspieler
- Tom Armstrong (Fußballspieler, 1898) (1898–1967), englischer Fußballspieler
- Tom Armstrong (Fußballspieler, 1954) (* 1954), nordirischer Fußballspieler

### V
- Vaughn Armstrong (* 1950), US-amerikanischer Filmschauspieler
- Vic Armstrong (* 1946), britischer Stuntman

### W
- Wally Armstrong (Fußballspieler) (Walter Bedford Armstrong; 1906–1950), englischer Fußballspieler
- Wally Armstrong (Golfspieler) (Walter Armstrong III; * 1945), US-amerikanischer Golfspieler
- Walter Armstrong (Kunsthistoriker) (1850–1918), britischer Kunsthistoriker
- Walter Zuber Armstrong (1936–1998), US-amerikanischer Jazz-Musiker (Piano, Flöte, Bassklarinette), Komponist, Arrangeur und Hochschullehrer
- William Armstrong (Politiker) (1782–1865), US-amerikanischer Politiker (Virginia)
- William Armstrong (Maler) (1822–1914), kanadischer Maler
- William Armstrong (Schauspieler) (* 1954), kanadischer Schauspieler
- William Armstrong, Baron Armstrong of Sanderstead (1915–1980), britischer Regierungsbeamter und Banker
- William Armstrong, 1. Baron Armstrong (1810–1900), britischer Industrieller
- William Hepburn Armstrong (1824–1919), US-amerikanischer Politiker
- William L. Armstrong (1937–2016), US-amerikanischer Politiker und Geschäftsmann
- William W. Armstrong (1833–1905), US-amerikanischer Drucker, Redakteur und Politiker